# Bernard Laporte
Bernard Laporte (Rodez, 1 de julio de 1964) es un político, dirigente, exrugbista y entrenador de rugby que se desempeñaba como medio scrum. Entrenó a Les Bleus de 1999 a 2007.
Fue el secretario de Estado francés para el deporte desde octubre de 2007. Desde 2016 preside la Federación Francesa de Rugby (FFR).

## Biografía
A la edad de 20 años tuvo un grave accidente de tránsito cuando se quedó dormido al volante y choca su auto a 120 km/h. Tuvo traumatismo craneoencefálico y estuvo una semana de coma, el médico le prohibió volver a jugar rugby.
En septiembre de 2020 fue detenido por presunta corrupción, tras ser investigado por haber favorecido al presidente del Montpellier Hérault Rugby Club.

## Entrenador
Después del final de su carrera como jugador en 1993, comenzó como entrenador. Entrenó al Stade Bordeaux entre 1993 y 1995 y al Stade Français Paris de 1995 a 1999 con un título de campeón de Francia y una Copa de Francia. Luego fue el entrenador de Les Bleus de 1999 a 2007 y en el Torneo de las Seis Naciones ganó dos Grand Slams.

### Francia
Fue elegido entrenador de Les Bleus tras la dimisión de Jean-Claude Skrela y se convirtió en el primero, en la historia del seleccionado, en no haber vestido nunca esta camiseta. Laporte recibió una excelente selección subcampeona mundial, pero que debía realizar un cambio generacional.

### Retiro
Bernard Laporte es el entrenador del RC Toulon de 2011 a 2016, con el que gana un título de Campeonato de Francia y 3 Copas de Europa consecutivas, que es una primicia en la historia del torneo. Se retiró de la actividad tras esto.

## Palmarés
- Campeón del Torneo de las Seis Naciones de 2002, 2004, 2006 y 2007.
- Campeón de la Copa de Campeones de 2012–13, 2013–14 y 2014–15.
- Campeón del Top 14 de 1990–91 y 1997–98.